# Reeb-Vektorfeld
In der Mathematik sind Reeb-Vektorfelder (benannt nach Georges Reeb) ein Konzept der Kontaktgeometrie. Eigenschaften von Reeb-Vektorfeldern sind bei der Suche nach periodischen Bahnen nützlich.

## Definition
Sei {\displaystyle \alpha } eine Kontaktform auf einer Mannigfaltigkeit {\displaystyle M}. Das Reeb-Vektorfeld der Kontaktform ist das eindeutig bestimmte Vektorfeld {\displaystyle R} auf {\displaystyle M}, welches die beiden Bedingungen
- {\displaystyle d\alpha (R(p),X(p))=0} für jedes Vektorfeld {\displaystyle X} und jedes {\displaystyle p\in M}
- {\displaystyle \alpha (R(p))=1} für jedes {\displaystyle p\in M}

erfüllt.
Der Fluss des Reeb-Vektorfeldes wird als Reeb-Fluss bezeichnet, seine Bahnen als Reeb-Orbiten.

## Beispiele
- Für die Standard-Kontaktform {\displaystyle \alpha =xdy+dz} auf {\displaystyle M=\mathbb {R} ^{3}} ist das Reeb-Vektorfeld {\displaystyle R={\tfrac {\partial }{\partial z}}}.
- Für die Standard-Kontaktform {\displaystyle \alpha ={\tfrac {i}{2}}(ud{\overline {u}}-{\overline {u}}du+vd{\overline {v}}-{\overline {v}}dv)} auf der 3-Sphäre {\displaystyle S^{3}=\left\{(u,v)\in \mathbb {C} ^{2}\colon \vert u\vert ^{2}+\vert v\vert ^{2}=1\right\}} ist das Reeb-Vektorfeld {\displaystyle R=iu{\tfrac {\partial }{\partial u}}-i{\overline {u}}{\tfrac {\partial }{\partial {\overline {u}}}}+iv{\tfrac {\partial }{\partial v}}-i{\overline {v}}{\tfrac {\partial }{\partial {\overline {v}}}}}. Seine Bahnen sind die Fasern der Hopf-Faserung.
- Für die kanonische Kontaktform auf dem Einheits-Kotangentialbündel {\displaystyle ST^{*}M} einer riemannschen Mannigfaltigkeit {\displaystyle M} entspricht das Reeb-Vektorfeld unter dem durch die Metrik gegebenen Isomorphismus {\displaystyle ST^{*}M\simeq STM} dem Vektorfeld des geodätischen Flusses.